# 群馬県道204号金井小幡線
群馬県道204号金井小幡線（ぐんまけんどう204ごう かないおばたせん）は、群馬県甘楽郡甘楽町内にある一般県道。

## 概要
全線甘楽町内を通っている。通勤時間帯などは、県道197号から国道254号にかけて発生する渋滞を避けるための抜け道として利用されることも多い。
毎年1月1日には、町内で元旦駅伝が行われ、この県道もほとんどの区間が駅伝のコースとなり、交通規制がされる。
- 起点：甘楽郡甘楽町金井
- 終点：甘楽郡甘楽町小幡

## 歴史

### 平成19年台風第9号による被害
2007年（平成19年）9月に起きた台風9号の影響で、甘楽町天引の区間で道路が隆起し、全面通行止めとなり、迂回（川をまたいだ1-1.5車線ほどの道路とこの県道の旧道に当たる道の通行）を余儀なくされた。地域住民やこの道路を利用していた人々に大きな影響を与えたが、隆起直後はほとんど手がつけられることがなく、この区間は全面通行止めとなっていたが、2009年（平成21年）1月26日に復旧工事が終わり再開通した。ちなみに、近くにある県道193号も、台風の影響で一部区間で地すべりが起き、同じく全面通行止めとなっていた（現在は通行可能）。

### 年表
- 1975年（昭和50年）
  - 2月25日：群馬県より道路法に基づき、金井小幡線（甘楽郡甘楽町大字金井 - 同郡同町大字小幡、整理番号245）として路線認定される[1]。
  - 4月1日：従前の群馬県道の路線の整理番号が廃止され、改めて整理番号が決定される。金井小幡線の整理番号は321[2]。

## 接続する主な道路
直接接続
- 国道254号（起点）
- 群馬県道203号金井高崎線（起点）
- 群馬県道46号富岡神流線（終点）

間接接続
- E18 上信越自動車道（甘楽PAスマートIC、町道経由）